# Fimbraria gangetica
Fimbraria gangetica là một loài rêu trong họ Aytoniaceae. Loài này được Kashyap mô tả khoa học đầu tiên năm 1932.